# Colégio dos Órfãos do Porto

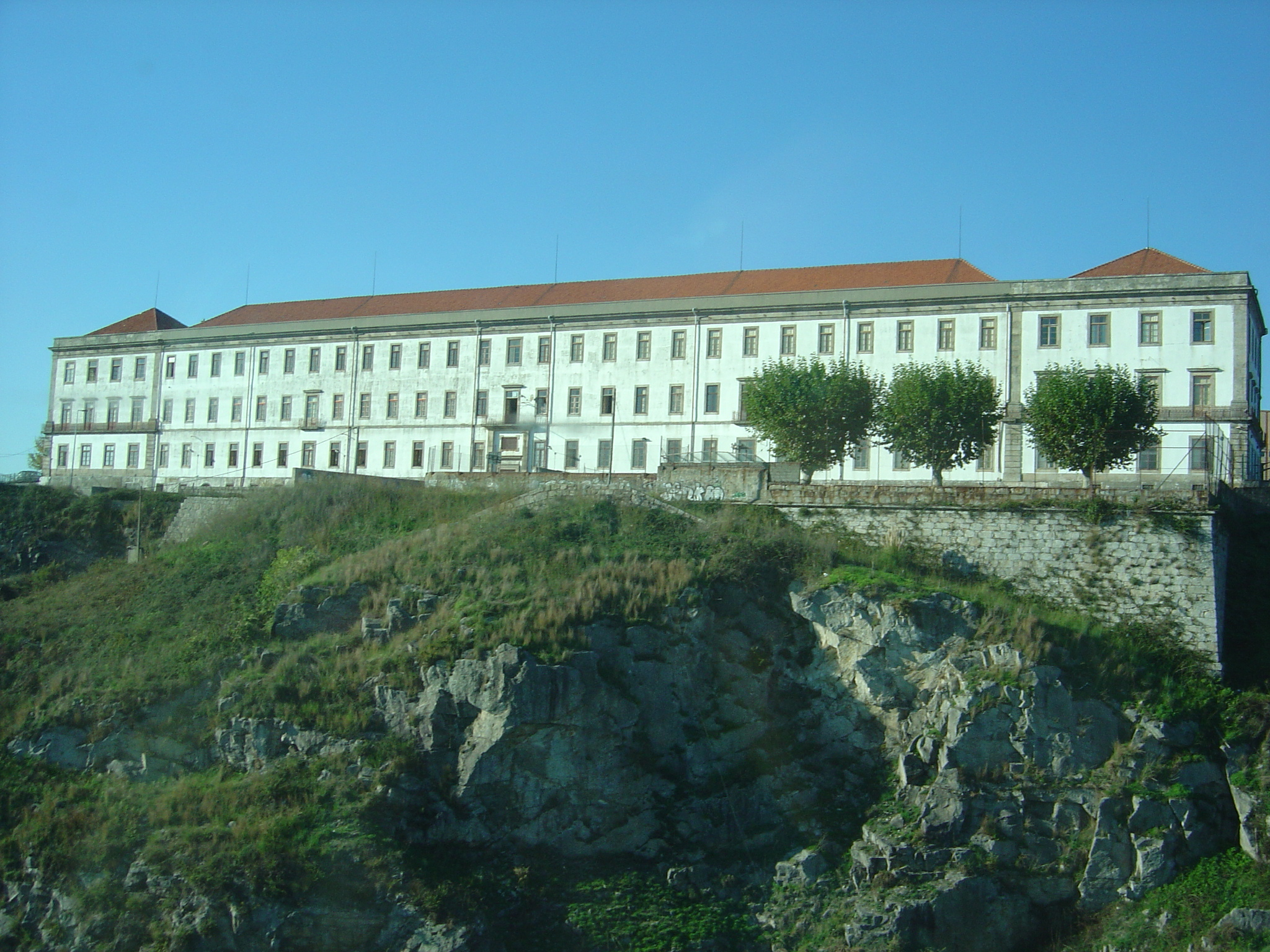
Real Colégio dos Meninos Órfãos de Nossa Senhora da Graça da Cidade do Porto

O Real Colégio dos Meninos Órfãos de Nossa Senhora da Graça do Cidade do Porto, (nome oficial e completo) foi fundado pelo Padre Baltazar Guedes em 25 de Março de 1651, com alvará régio de D. João IV, datado de 30 de Janeiro de 1651, tendo a primeira pedra sido lançada a 21 de Novembro de 1651. Os estatutos começaram a ser elaborados pelo fundador do colégio em Junho do ano seguinte. Primeiro, mereceram a aprovação da Câmara do Porto, em 20 de Agosto de 1653, depois, a da Corte, em 11 de Outubro de 1655 e, finalmente, foram confirmados pela bula do Papa Clemente XI, no ano de 1712. O seu fundador quis, dada a situação que se vivia na época em geral e na Cidade Invicta em particular, acolher e educar os órfãos da cidade do Porto, dado que o número de crianças desamparadas na cidade era grande, e viviam em grande pobreza. 
O Colégio dos Órfãos nasceu no local onde hoje se encontra a Faculdade de Ciências, na praça vulgarmente conhecida como dos Leões. Em 1860 existia no local, ao lado do chamado então Campo do Olival, a "Ermidinha da Graça", pequena igreja, dedicada, a Nossa Senhora da Graça. Segundo a tradição, a edificação do templo devia-se a D. Afonso Henriques ou à sua esposa, D.ª Mafalda. Na altura em que foi fundado o Colégio dos Órfãos o capelão da ermida era o P. Baltazar Guedes.
O nascimento desta obra é apoiada, desde os inícios, pelo Senado da Câmara do Porto. "Obtido tão ilustre amparo, afanosamente Baltazar Guedes começara logo a juntar meninos, a buscar que lhes dar de comer, e juntamente com que os poder vestir (…). E contra o que esperava, ninguém negara a sua esmola! Pelo contrário, tudo foram generosidades e palavras de incitamento e louvor!" Alem dos meninos órfãos, o Colégio recebeu desde o início os chamados “Porcionistas”, ou seja: estudantes que não eram órfãos e que pagavam propinas. Geralmente eram filhos das família nobres ou abastadas da Cidade, que ali queriam que os seus filhos efectuassem os seus estudos.
Em 30 de Julho de 1762, um decreto assinado por D. José promulga o estabelecimento da Aula de Náutica nas instalações do Colégio dos Meninos Órfãos.

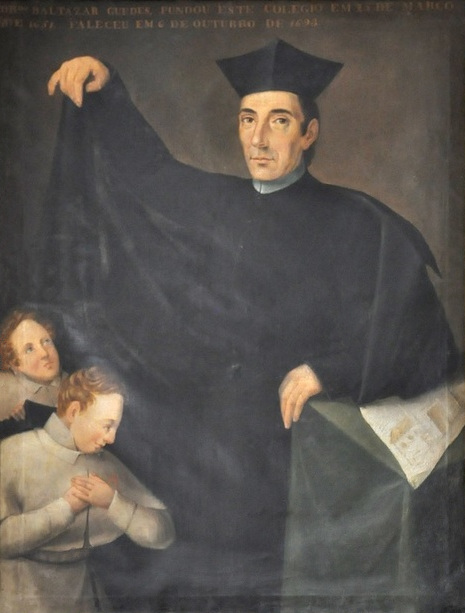
Pe. Baltazar Guedes (1620–1693)

Desde Fevereiro de 1780 até 1802 funciona no Colégio dos Órfãos também a Aula de Debuxo e Desenho, um outro estabelecimento de ensino, que visava, especialmente, o curso de pilotagem. A aula era frequentada essencialmente por jovens nobres, mas também por comerciantes, fabricantes, artistas, oficiais, aprendizes e marinheiros que ali encontravam a formação necessária para "desenharem as máquinas e instrumentos; para tirarem cartas geográficas e topográficas dos países, plantas de cidades, de embarcações, etc." Por Alvará régio de 9 de Fevereiro de 1803 foi instituída a Academia Real de Marinha e Comércio da Cidade do Porto em substituição das Aulas de Náutica e de Debuxo e Desenho, a qual foi ocupar instalações no Colégio dos Meninos Órfãos. Em 1807 dá-se o arranque do longo e amplo projecto de recuperação e reabilitação arquitectónica das instalações onde o Colégio dos Meninos Órfãos estava instalado. O Decreto de 13 de Janeiro de 1837 criou a Academia Politécnica do Porto com a finalidade de promover uma "alta" formação industrial. O novo estabelecimento foi inaugurado a 5 de Março de 1837. 
A sucessiva cedência de espaços, tida por favorável aos órfãos, veio a mostrar-se extremamente negativa para os mesmos ao ponto de estes se verem circunscritos a espaços cada vez mais reduzidos à medida que o edifício da Academia ia tomando corpo. Relatórios sucessivos apresentados à Câmara, vão dando conta da degradação das condições de vida dos órfãos num edifício que "mais parece uma penitenciária'' ou, como afirma Pinho Leal em 1876 na obra "Portugal Antigo e Moderno", que "no seu interior ainda existe (sem ar e sem luz!) o antigo Colégio de Nossa Senhora da Graça/ em estado de ruína''.
Esta situação irá conduzir, já nos finais do século XIX, à mudança do colégio para instalações provisórias na rua dos Mártires da Liberdade, n° 237, bem perto da actual Praça da República. Aí permanece o Colégio dos Órfãos até ao ano de 1903.
A partir do ano de 1899, na Câmara do Porto, surge a ideia de aproveitar o edifício do antigo seminário diocesano do Porto que, à época, se encontrava em ruínas, para aí instalar os "Órfãos". Nesse edifício, que muitos ainda hoje conhecem por "Seminário", foi onde, por um breve período de tempo (1811/12 a 1832), funcionou a casa de formação do clero diocesano portuense, fundada por D. António de S. José e Castro no ano de 1804 na Quinta do Prado do Bispo ou Quinta da Mitra.
O edifício, durante a Guerra Civil entre Liberais e Miguelistas (1832-1834), por iniciativa do então Bispo do Porto, D. João de Magalhães e Avelar, foi abandonado tendo ardido completamente durante o Cerco do Porto. Foi nesse edifício em ruínas e há muito abandonado que, após obras de restauro e de adaptação, cujo projecto foi aprovado a 13 de Setembro de 1900 pela edilidade portuense, foi instalado o Colégio dos Órfãos do Porto no dia 17 de Setembro de 1903. Presidia à Câmara Municipal do Porto o Sr. João Baptista de Lima Junior. A capela foi benzida a 31 de Agosto de 1906 e inaugurada a 28 de Outubro do mesmo ano. Com esta transferência ao que se denominava, desde princípios do século XIX, o Monte do Seminário, passou a chamar-se avenida e largo do Pe. Baltasar Guedes. O Colégio dos Órfãos do Porto encontrava o espaço necessário à sua instalação e funcionamento.
Em setembro de 1951 a Câmara confiou a direção do Colégio dos Órfãos do Porto aos Salesianos, mediante um contrato que lhes dava «inteira autonomia» no que diz respeito quer à direção quer à administração simples. Manteve-se o tipo de escola primária e técnica, acrescentando os Salesianos às oficinas existentes as secções de mecânica e artes gráficas. Com o evoluir do sistema escolar no país, também ali o ensino técnico foi cedendo lugar ao ensino liceal. Em 2011 o edifício foi alienado para quem o dirigia e administrava há 60 anos. O edifício foi renovado no ano seguinte para ali ser instalado o colégio Salesianos do Porto. 

## Leia mais em
- «Real Colégio dos Órfãos do Porto»
- Real Colégio de Nossa Senhora da Graça dos Meninos Órfãos na base de dados SIPA da Direção-Geral do Património Cultural
- Salesianos do Porto

1. ↑  Guedes, Padre Baltazar (1951). História do Colégio dos Órfãos. Porto: Edição da Câmara Municipal do Porto. p. 38